# Milngavie
Milngavie är en ort i Storbritannien.   Den ligger i kommunen East Dunbartonshire och riksdelen Skottland, i den nordvästra delen av landet, 600 km nordväst om huvudstaden London. Milngavie ligger 66 meter över havet och antalet invånare är 12 999.
Terrängen runt Milngavie är platt åt sydost, men åt nordväst är den kuperad.Runt Milngavie är det mycket tätbefolkat, med 3 895 invånare per kvadratkilometer. Närmaste större samhälle är Glasgow, 9,3 km söder om Milngavie. Runt Milngavie är det i huvudsak tätbebyggt.